# Битва при Дертосе
Битва при Дертосе (также известная как битва при Ибере, 215 год до н. э.) — сражение между римской и карфагенской армиями в ходе Второй Пунической войны. Одержанная римлянами победа помешала соединению армий Ганнибала и Гасдрубала в Италии и возможному поражению Рима в войне.

## Предыстория
Война в Испании началась в 218 году до н. э. В том году Гней Корнелий Сципион был послан с армией и флотом в Испанию. С некоторыми иберийскими племенами, живущими севернее реки Ибер (Эбро), он заключил союз. Против Сципиона выступил карфагенский военачальник Ганнон, но был разбит при Циссисе. Переправившийся через Ибер Гасдрубал, брат Ганнибала, главнокомандующий карфагенскими войсками в Испании, узнав о поражении, ушёл обратно.
В целом война в Испании в 218—216 годах до н. э. шла гораздо успешнее, чем в Италии. В 217 году до н. э. сенат отправил в Испанию ещё одну армию — под командованием Публия Корнелия Сципиона Старшего (не путать с Публием Корнелием Сципионом Африканским!).
В 215 году до н. э. Гасдрубал получил приказ из Карфагена идти в Италию на помощь Ганнибалу. Гасдрубалу этот приказ показался неразумным ввиду беззащитности Испании в этом случае, но он подчинился и начал готовиться к походу. Сципионы узнали о его приготовлениях и выступили навстречу Гасдрубалу.

## Битва
В центре карфагенского строя стояли испанцы, по бокам — карфагенская пехота и африканцы. Фланги замыкала нумидийская конница. При первом столкновении испанцы обратились в бегство. Когда римляне прорвали центр, с флангов их атаковали карфагеняне и африканцы. Но римляне раздвинули неприятельские фланги и разгромили их поодиночке. Нумидийские всадники, увидев поражение центра, отступили.

## Итоги
Угроза, нависшая над Римом, была снята: соединения Ганнибала и Гасдрубала не получилось.